# Stefan Glowacz
Stefan Glowacz (Oberau, 22 marzo 1965) è un arrampicatore e alpinista tedesco. Ha praticato le competizioni di difficoltà, l'arrampicata in falesia e le vie lunghe.

## Biografia
Ha cominciato ad arrampicare a quindici anni. A vent'anni nel 1985 ha partecipato e vinto Sportroccia 85, la prima competizione internazionale di arrampicata. Da quel momento fino al 1993 ha preso parte alle gare di arrampicata. Nel 1988 ha raccolto le sue foto di arrampicata nel libro Rocks Around the World a cura del fotografo Uli Wiesmeier. Si tratta di una delle prime raccolte di fotografie artistiche d'arrampicata. Nel 1991 ha recitato nel film Grido di pietra, di Werner Herzog.
Nel 1993 si è ritirato dalle competizioni. Da allora ha partecipato a molte spedizioni extraeuropee e all'apertura di vie moderne, come Des Kaisers neue Kleider ("I nuovi vestiti dell'imperatore", 8b+/250m) nel 1994, completando la "trilogia delle Alpi" di cui la sua via fa parte nel 2001. Alla fine degli anni '90 con l'amico Uwe Hofstadter fonda la Red Chilli, azienda produttrice di scarpette d'arrampicata sportiva. Tiene regolarmente un tour di conferenze in cui racconta le sue avventure e spedizioni. È stato tra i finalisti del Piolet d'Or 2005 per la via aperta assieme a Robert Jasper sul Cerro Mullarón in Patagonia (7c+/A2/M4, 27 lunghezze).

## Palmarès

### Coppa del mondo
|      | 1989 | 1990 | 1991 | 1992 | 1993 |
| ---- | ---- | ---- | ---- | ---- | ---- |
| Lead | ?    | ?    | 19   | 10   | 35   |

### Campionato del mondo
|      | 1991 | 1993 |
| ---- | ---- | ---- |
| Lead | 25   | 2    |

## Falesia

### Lavorato
- 8c/5.14b:
  - El calvario del sicario - Cuenca (ESP) - 1993
  - L'Odi Social - Siurana (ESP) - 1993 - Seconda salita
  - Agincourt - Buoux (FRA) - 1992
- 8b+/5.14a:
  - La Rage de Vivre - Buoux (FRA) - 1990
  - Wet Willy - Verdon (FRA) - 1988 - Prima salita
  - Ninja - Ogawayama (JPN) - 1987 - Prima salita
  - Punks in the Gym - Monti Arapiles (AUS) - 1986 - Seconda salita della via di Wolfgang Güllich del 1985
- 8b/5.13d:
  - Lord of the Rings - Monti Arapiles (AUS) - 1986 - Prima salita

### A vista
Ha scalato fino all'8b a vista.

## Vie alpinistiche e d'arrampicata
- Golden Shower - Verdon (FRA) - 2012 - Prima salita, 150 m/8b+[4]
- Take the long way home - Isola di Baffin (CAN) - 2008[5]
- Fegefeuer - Acopan Tepui (VEN) - novembre 2006[6]
- Vom Winde verweht - Patagonia / Murallón - 12 novembre 2005[7]
- Last Exit Titlis - Titlis (SUI) - 2004
- Story About Dancing Dogs - Mt. Poi (KEN) - 2003
- Lost World - Patagonia / Murallón - 2003
- La Conjura de Los Necios - El Gigante (MEX) - 2002[8]
- The End of Silence - Feuerhorn (GER) - 2001 - Via di Thomas e Alexander Huber[9]
- Odyssea 2000 - Isola di Baffin (CAN) - 23 agosto 2000[10]
- Hotel Supramonte - Gola di Gorroppu (ITA) - 23 marzo 2000 - Seconda salita (non in libera)[11]
- South West Face - Antartide / Cape Renard Tower - 1999
- Silbergeier - Rätikon (SUI) - 1998 - Via di Beat Kammerlander
- South Face - Groenlandia / Tupilak (DAN) - 1997
- Fitzcarraldo - North Pillar of Mount Harrison Smith (CAN) - 1996
- South West Face - Lotus Flower Tower (CAN) - 1996
- Des Kaisers neue Kleider - Wilder Kaiser (AUT) - 1994 - Prima salita
- Moby Dick - Groenlandia / Nalumasortoq (DAN) - 1994

## Filmografia
- Nomad - In cammino con Bruce Chatwin (Nomad: In the Footsteps of Bruce Chatwin) (2019), regia di Werner Herzog